# السهالة (جبلة)

تعديل مصدري - تعديل

السهالة هي إحدى قرى عزلة الأصابح بمديرية جبلة التابعة لمحافظة إب، بلغ تعداد سكانها 206 نسمة حسب تعداد اليمن لعام 2004.